# Araneus pellax
Araneus pellax är en spindelart som först beskrevs av O. Pickard-Cambridge 1885.  Araneus pellax ingår i släktet Araneus och familjen hjulspindlar. Inga underarter finns listade i Catalogue of Life.